# Bravo (canal de televisão)
Bravo é um canal de televisão por assinatura estadunidense, lançado em 8 de dezembro de 1980. É de propriedade da divisão NBCUniversal Television and Streaming, da NBCUniversal, subsidiária da Comcast. O canal originalmente se concentrava na programação relacionada às artes plásticas e ao cinema. Atualmente, concentra-se principalmente em reality shows voltados para mulheres de 25 a 54 anos, bem como para a comunidade LGBT.
Em maio de 2018, aproximadamente 88.27 mil lares americanos recebiam o sinal do Bravo.

## História
O Bravo foi lançado originalmente como um canal premium sem comerciais em 8 de dezembro de 1980. 
Foi originalmente co-propriedade da divisão Rainbow Media, da Cablevision, e Warner-Amex Satellite Entertainment; o canal afirmou ser "o primeiro serviço de televisão dedicado ao cinema e às artes cênicas". O canal originalmente transmitia sua programação dois dias por semana e - como o ex-canal irmão de Bravo, Nickelodeon, que compartilhava seu espaço de canal com o Alpha Repertory Television Service - compartilhava seu espaço com o canal pago voltado para adultos Escapade, que apresentava filmes pornográficos softcore. Em 1981, o Bravo estava disponível para 48.000 assinantes nos Estados Unidos; esse total aumentou quatro anos depois para cerca de 350.000 assinantes. Um perfil de 1985 da Bravo no The New York Times observou que a maior parte de sua programação consistia em filmes internacionais, clássicos e independentes. Celebridades como E.G. Marshall e Roberta Peters forneceram comentários de abertura e encerramento dos filmes transmitidos no canal.
Os programas de artes cênicas vistos no Bravo incluíam o show Jazz Counterpoint. Em meados da década de 1980, o Bravo passou de um serviço premium para um canal a cabo básico, embora permanecesse sem comerciais. Bravo assinou um contrato de subscrição com a Texaco em 1992 e dentro de um mês transmitiu a primeira produção Texaco Showcase, uma adaptação teatral de Romeu e Julieta. Em meados da década de 1990, a Bravo começou a incorporar mais patrocínios de subscrição no estilo PBS e, em seguida, começou a aceitar a publicidade comercial tradicional em 1998.
Em Encyclopedia of Television, Megan Mullen percebeu certos programas do Bravo como "considerados muito arriscados ou ecléticos para os canais convencionais". Esses programas foram Karaoke e Cold Lazarus, os seriados finais do dramaturgo britânico Dennis Potter exibidos pela Bravo em junho de 1997, e a série documental de Michael Moore, The Awful Truth, de 1999.
Em 1º de junho de 1996, foi lançada a versão brasileira do canal através de uma parceria com a TVA, do Grupo Abril, e a TV Cultura. O canal foi renomeado para Film&Arts em 1999 e, em seguida, vendido para a Pramer.
Em 1999, a Metro-Goldwyn-Mayer adquiriu uma participação de 20% no canal, que posteriormente vendeu de volta à Rainbow Media em 2001. A NBC comprou o canal em 2002 por US$ 1,25 bilhão; ela possuía uma participação no canal e em suas redes irmãs por vários anos até aquele momento. A então controladora da NBC, General Electric, fundiu a rede e suas outras propriedades de radiodifusão e TV por assinatura com a Vivendi Universal Entertainment em maio de 2004 para formar a NBC Universal.
Bravo teve um enorme sucesso em 2003 com o reality show Queer Eye for the Straight Guy, que conquistou 3,5 milhões de espectadores. O canal começou a adicionar mais reality shows à sua programação, alguns deles também muito bem sucedidos, incluindo Project Runway em 2004, e Million Dollar Listing, The Real Housewives of Orange County e Top Chef, todos em 2006. Todos geraram vários derivados, e alguns até viraram franquias internacionais. O sucesso de todos esses shows levou a Bravo a mudar seu formato com foco em artes cênicas, drama e cinema independente para reality shows, cultura pop, moda e celebridades. Em 2009, a Entertainment Weekly colocou reality shows da Bravo em sua lista de melhores do final da década, dizendo: "Desde o Fab Five de Queer Eye for the Straight Guy aos fashionistas ferozes do Project Runway até a franquia Real Housewives, a peculiar programação de realidade de Bravo mistura alta cultura e baixos escrúpulos para criar uma televisão deliciosamente viciante".

Um estudo divulgado em maio de 2008 classificou a Bravo como a marca mais identificada como gay-friendly entre os consumidores gays. A faixa etária de Bravo é de pessoas de 18 a 54 anos, de acordo com os perfis de televisão a cabo do Cable Television Advertising Bureau.